# Вовкодав, Сергей Васильевич
Сергей Васильевич Вовкодав (укр. Сергій Васильович Вовкодав; род. 2 июля 1988, Лубны, Полтавская область) — украинский футболист, защитник клуба «Кремень».

## Биография

### Клубная карьера
В ДЮФЛ выступал за ДЮСШ (Лубны) и «Молодь» (Полтава). В 2006 году попал в дубль «Ворсклы». В основном составе дебютировал 21 ноября 2009 года в матче против киевской «Оболони» (3:2), Вовкодав вышел в добавленное время вместо албанца Дебатика Цурри.
21 июля 2011 года дебютировал в еврокубках в матче третьего квалификационного раунда Лиги Европы против «Гленторан» из Белфаста (3:0).
Летом 2013 года защитник был отдан в аренду в кременчугский «Кремень», тренером которого стал Сергей Свистун, который предыдущего сезона возглавлял «Ворсклу».
В январе 2015 года Вовкодав перешёл в мариупольский «Ильичёвец».
В феврале 2016 года стал игроком «Полтавы».

### Карьера в сборной
В молодёжной сборной Украины до 21 года дебютировал 5 февраля 2008 года в матче против Швеции (1:0). Всего за молодёжную сборную провёл 9 матчей.